# 冠着トンネル

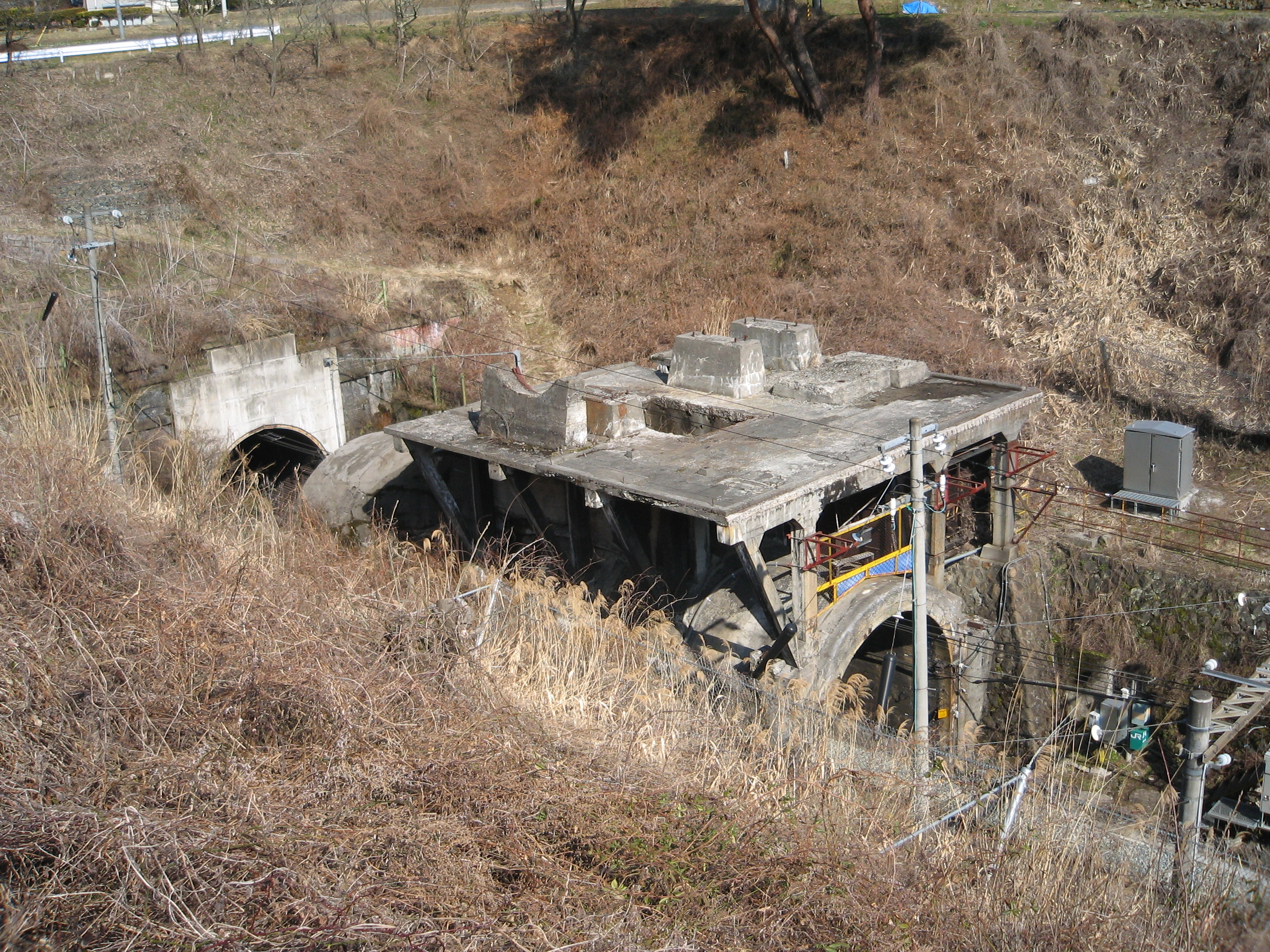
冠着トンネル 送風設備遺構（2010年3月）

冠着トンネル（かむりきトンネル）は、東日本旅客鉄道（JR東日本）の篠ノ井線姨捨駅 - 冠着駅間にある全長2,656 mの鉄道トンネルである。長野県千曲市と東筑摩郡筑北村を結んでいる。

## 建設
冠着トンネルは、篠ノ井線の建設工事に伴い建設された。事前の測量には125日を要した。チェーンによる測量がうまくいかず、険しい山岳地帯での三角測量を実施している。
1896年（明治29年）12月21日に東口の導坑から着工した。西口も1897年（明治30年）3月1日に着工した。さらに縦坑も2箇所設けられている。動力削岩機やずりだし装置などを用いて施工された。覆工はレンガを使用している。1900年（明治33年）11月1日に冠着トンネルを含む篠ノ井 - 西条間が開通した。
開通した当初は日本で最も長い鉄道トンネルであり、1903年（明治36年）2月1日に中央本線の笹子トンネルが供用を開始するまでその地位を保っていた。

## 構造
篠ノ井側から25 ‰の登り勾配をずっと登ってきて、冠着トンネル内はこの勾配が続く片勾配の構造になっている。冠着トンネル出口側にある冠着駅が篠ノ井線内全体の頂点である標高676 mの位置にある。冠着トンネル内では曲線もなく、入口から出口まで縦横ともに一直線の構造である。
蒸気機関車使用時代には、25 ‰勾配の続くトンネルでは機関車の出す煤煙により機関士の窒息などの危険があり、対策が行われた。大正時代から、列車がトンネルに入った際に入口側に垂れ幕を引いて、列車後方の気圧を低くすることで煙を後方に吸いだす試みが行われていた。昭和に入ると送風機による強制換気が全国の長大トンネルで行われるようになり、冠着トンネルでは1931年（昭和6年）3月に東口に送風機と垂れ幕が設置された。さらに窒息事故の発生を受けて1947年（昭和22年）に強化されている。この送風設備の遺構は今も残っている。